# Sporophila iberaensis
Sporophila iberaensis — вид горобцеподібних птахів з родини саякових (Thraupidae). Описаний у 2016 році.

## Поширення
Ендемік Аргентини. Відомий лише з боліт Ібера в провінції Коррієнтес на півночі країни.

## Екологія
Влітку живе і розмножується лише у високогірних затоплених саванах, порослих травою Andropogon lateralis заввишки понад метр. Місце проживання, яке птах використовує під час зимівлі, невідоме.